# Stadion Miejski w Świebodzinie
Stadion Miejski w Świebodzinie – stadion piłkarsko-lekkoatletyczny znajdujący się w Świebodzinie. Na tym obiekcie rozgrywają mecze piłkarze Pogoni Świebodzin.

## Położenie
Stadion położony jest przy ulicy Sikorskiego w Świebodzinie, w południowo-zachodniej części miasta. Obiekt od północy okala zabudowa usługowa, od wschodu Komenda Powiatowa Policji w Świebodzinie, od południa linia kolejowa, a od zachodu Osiedle Konarskiego.

## Historia
Budowę stadionu piłkarsko-lekkoatletycznego przy ulicy Sikorskiego w Świebodzinie rozpoczęto na początku lat 50. XX wieku. Obiekt został otwarty w 1955 roku. W 1959, 1962 i 1968 roku stadion przechodził modernizacje. W 1970 roku wymieniono ławki na trybunach. W 1995 roku przebudowano trybuny i zastąpiono ławki krzesełkami oraz zainstalowano tablicę wyników.
W 1970 i 1975 roku rozegrano tutaj finał Pucharu Polski na szczeblu województwa zielonogórskiego z lat 1950–1975. W 1989 i 1990 roku jeden z meczów finałowych, a w 1993 roku finał Pucharu Polski na szczeblu województwa zielonogórskiego z lat 1975–1998, natomiast w 2016 roku na szczeblu województwa lubuskiego.
W sezonie 1989/1990 Pucharu Polski na szczeblu centralnym Pogoń Świebodzin zagrała tutaj w III rundzie Pucharu Polski ze Stilonem Gorzów Wlkp. – mecz zakończył się porażką gospodarzy 1:2, lecz przyciągnął 4000 widzów. Natomiast w sezonie 1997/1998 Pucharu Polski Pogoń rozegrała spotkanie z Amiką Wronki w 1/16 finału, gospodarze przegrali 1:3, a mecz tak jak 8 lat wcześniej również zgromadził 4000 kibiców – pozostaje to rekordem frekwencji na stadionie Pogoni.
21 października 2014 roku odbył się tutaj mecz juniorskich reprezentacji Polski i Szwajcarii do lat 16. Gospodarze wygrali 3:2, a mecz przyciągnął 2000 widzów.
W 2022 roku Stadion Miejski w Świebodzinie zostanie zmodernizowany, m.in. wymieniona zostanie nawierzchnia boiska, ceglana bieżnia lekkoatletyczna zostanie zastąpiona tartanową, a boisko treningowe otrzyma oświetlenie.

## Mecze reprezentacji Polski
| Rodzaj spotkania | Data spotkania       | Rywal Polski | Frekwencja | Wynik meczu | Strzelcy bramek dla Polski                                  |
| ---------------- | -------------------- | ------------ | ---------- | ----------- | ----------------------------------------------------------- |
| MT U-16          | 21 października 2014 | Szwajcaria   | 2000       | 3:2 (2:0)   | Przemysław Macierzyński, Bartosz Wiktoruk, Damian Pawłowski |